# Hasi Dahu
Hasi Dahu (arab. حاسى دحو; fr. Hassi Dahou)  – jedna z 52 gmin w prowincji Sidi Bu-l-Abbas, w Algierii, znajdująca się w środkowej części prowincji, około 16 km na południowy wschód od Sidi Bu-l-Abbas. W 2008 roku gminę zamieszkiwało 6043 osób. Numer statystyczny gminy w Office National des Statistiques d'Algérie to 2252.